# Hendrik Anders
Hendrik Anders (Oberweißbach, 1657 - Amsterdam, 14 maart 1714) was een barokcomponist en organist uit de Nederlanden van Duitse afkomst.

## Leven en werk
Anders was organist aan de Lutherse kerk in Amsterdam van 1683 tot 1694, maar werd daar wegens slecht gedrag ontslagen. Daarna werd hij beiaardier of carillonspeler en violist en zijn naam komt van dan af tot aan zijn overlijden ook voor in de registers van de Amsterdamse Schouwburg.
Anders componeerde instrumentale ensemblemuziek (wellicht oorspronkelijk ouvertures en tussenspelen voor toneelstukken en zangspelen); samen met onder anderen Servaes de Koninck speelde hij een belangrijke rol bij de ontwikkeling van de zangspelen; korte gesproken toneelstukken op teksten van Nederlandse dichters, afgewisseld met gezongen strofes. Het begon wellicht allemaal met de première in 1685 van Thomas Arendsz' tragedie Roelant, een Nederlandse bewerking van de opera Roland, gecomponeerd door Jean-Baptiste Lully op een tekst van Philippe Quinault. De tekst van de Nederlandse versie was overwegend gesproken maar wel werden enkele aria's uitgevoerd op Lully's muziek. Al gauw componeerden componisten uit de Republiek, zoals Anders, zelf muziek voor zangspelen. De opera-achtige werken kenden een immens succes en het Nederlands werd erdoor in het muziektheater geïntroduceerd, hoewel al deze inspanningen niet geleid hebben tot het ontstaan van een echte traditie van Nederlandstalige opera's. De meeste opera's in de Republiek kwamen immers uit Frankrijk, Italië en later ook uit Duitstalige gebieden; ze werden bovendien door buitenlandse gezelschappen gebracht. Een verklaring daarvoor zou hierin kunnen liggen dat tegen het einde van de eeuw Nederlandse patriciërs en edellieden in ruimere mate door buitenlandse culturele evoluties werden beïnvloed, hetgeen geleidelijk moest leiden tot de geringschatting van de eigen musici.
Anders componeerde muziek voor op z’n minst vijf Nederlandse zangspelen op tekst van A. du Moulin, Dirk Buysero, en Cornelis Sweerts; onder meer Venus en Adonis uit 1696 op tekst van Dirck Buysero.
In het voor Anders, zoals hierna zal blijken, productieve jaar 1697 richtten hij, Carl Rosier en zijn dochters Maria Petronella en Maria Anna, Jacques Cocqu en zijn dochter Catharina, Nicolas Ferdinand le Grand, François Desrosiers en Michel Parent een collegium musicum op met als doel concerten te geven; gedurende de zomer in Amsterdam en gedurende de winter in Den Haag.
Anders leverde ook muziek aan de zoon van dichter Hieronymus Sweerts, de boekverkoper Cornelis Sweerts (geboren op 20 februari 1670), die in 1691 met het treurspel Jacoba van Beieren, erfgravin van Holland voor het eerst ook zelf als dichter naar buiten trad maar, met bijzondere liefde voor de muziek bezield, in 1697 een kort zangspel Apollo en Daphne, op muziek van Hendrik Anders, uitgaf, waarin Cupido, om zich te wreken over hem door Apollo betoonde minachting, deze een onweerstaanbare liefde voor Daphne doet opvatten, die in Diana's dienst zich aan jachtvermaak wijdend, door Cupido's interventie ongevoelig voor zijn liefde blijft, hem afwijst en, wanneer hij geweld wil gebruiken, op eigen verzoek in een laurierboom veranderd wordt.
Ook De Min- en Wyn-strydt. Harders-spel dateert van 1697. Van dit laatste zangspel werd de tekst door J. Van Rijndorp, directeur van het Haagse toneelgezelschap toen anoniem gedrukt, maar Van Rijndorp reveleerde later de naam van de schrijver in het voorwoord van een klucht, die hij in 1719 uitgaf, zeggende dat eertijds het stuk door den Heer D. Buyzero was berymd en hem in eigendom overgegeven. Het behandelde hetzelfde onderwerp als Quinaults libretto voor Lully's opera Les fêtes de l'Amour et de Bacchus. In 1719 geeft Van Rijndorp het overigens nog een keer uit; hij noemt het dan harders-spel. Twee jaar tevoren had hij echter een veel omvangrijker en heel ander, kennelijk naar Quinault vertaalde Min- en Wynstrydt uitgegeven, ook en ten onrechte door hem voor werk van Buysero versleten.
Later maakte Cornelis Sweerts nog een tweede muzykspel ten gevalle van H. Anders om het op Muzyk te stellen, namelijk Den verliefden Rijkert (of in de tweede druk van 1722: Gryn) bedrogen, dat veel langer is, drie bedrijven telt en niets van een pastorale, maar veel meer van een zeer middelmatig en laag bij de grond blijvend blijspel heeft, zodat het dan ook, volgens de dichter zelf, evengoed als blijspel kon worden vertoond met enkele liedjes en een aubade van muzikanten. Ook hier wordt, getrouw aan de door Quinault-Lully gevestigde traditie, tegenover de liefde de lof van de wijn gezongen door Flip, de knecht van Rykert, die bijna altijd met een fles in de hand optreedt.
Aan de liefde van dichter en boekverkoper Cornelis Sweerts voor de muziek danken wij een uitvoerig lof- en leerdicht, dat hij in 1698 uitgaf onder de titel Inleiding tot de zang- en speelkunst (voor citaten, zie de artikelen over Servaes de Koninck en Cornelis Sweerts), waaruit wij vernemen dat in zijn tijd Fransche liedjes het meest in trek waren, en vooral ook Franse dansmuziek, want in het dansmuzyk, dat wondren kan beloven en weinig geven, zegt hij, gaan de Franschen elk te boven, doch hijzelf heeft meer bewondering voor de Italianen, die in hun eigen land het spel, zo licht als zwaar, ook maken op een trant veel beter dan Lully, wiens deftige manieren, zelf zynde een Italjaan, naar 't Italjaansch ook zwieren en hoog te roemen zijn; maar 't Italiaansch, daarbij blijft hij, in kunst en vindingen behoud der kenners liefde en gunst. In Franschen en Italianen prijst hij het, dat zij liefst in hunne eigene taal willen zingen.
- Bibliothèque nationale de France: cb158815773 (data)
- Digitale Bibliotheek voor de Nederlandse Letteren: ande007
- Gemeinsame Normdatei: 104064099
- International Standard Name Identifier: 0000 0000 8365 6419
- Library of Congress Control Number: no97065467
- MusicBrainz: 52ea0ada-735b-43f7-bfc3-2ddbdb66c44c
- Virtual International Authority File: 24937256
- WorldCat: E39PBJcBVCRfJtHxM3JyRhPPcP